# Joseph Philippe (architecte)
Pour les articles homonymes, voir Philippe.
Joseph Philippe, né le 15 juin 1902 à Lille (Nord) et mort le 7 octobre 2000 à Tilques (Pas-de-Calais), est un architecte français.
Il est spécialisé dans l'architecture religieuse et connu pour apprécier la brique comme matériau et le nombre d'or comme source d'harmonie des formes. Formé à l'École des beaux-arts et par son maître dom Bellot (architecte devenu moine bénédictin en 1902), il exerce ensuite à Saint-Omer de 1930 à 1986, pendant la période des Trente Glorieuses. Plusieurs communautés religieuses lui demandent de terminer les grands chantiers commencés par dom Bellot en France (dont à Wisques) mais aussi au Canada. Cette ﬁliation lui vaut également des commandes importantes.
Il utilise le béton et un répertoire de formes modernes, dont certaines issues des années 1930, mais sans s'inscrire dans le mouvement d'industrialisation qui conduit à la préfabrication et à la standardisation.

## Biographie
Joseph Philippe est né le 15 juin 1902 au château d'Esquermes à Lille.
Son père, Henri Philippe (1875-1959), scolarisé au Collège des Jésuites de Lille et diplômé de la Faculté de droit de Lille fut avocat puis notaire et monta une étude à Cysoing, il participa à la Première Guerre mondiale en tant qu'officier dans les services de santé militaire. Il est le fils de Louis-Alexandre Philippe (1830-1902), bâtonnier du barreau de Lille et de Julie Dubois-Charvet (1845-1888).
Sa mère, Élisabeth Dehau (1878-1968), fille de Félix Dehau (1846-1934), maire de Bouvines de 1872 à 1934, bienfaiteur de la commune et de Marie Lenglart (1849-1940), issue de la grande bourgeoisie lilloise.
Joseph Philippe grandit dans une famille bourgeoise et catholique profondément religieuse. Il a onze frères et sœurs cadets (dont huit entreront dans les ordres) : 
- Marie Philippe (1903-1999), sœur bénédictine sous le nom en religion de Hildegarde ;
- Jean Philippe (1905-1993), prêtre dominicain, sous le nom en religion de religion de père Thomas Philippe, fondateur de L'Eau vive et cofondateur de l'Arche ;
- Cécile Philippe (1906-1986), religieuse dominicaine sous le nom de mère Cécile de Jésus, prieure du monastère de Bouvines, déposée en 1956 et envoyée sous un autre nom de religion au couvent de Langeac en Haute-Loire ;
- Élisabeth Philippe (1908-2003), sœur dominicaine ;
- Anne-Marie Philippe (1910-2008), mariée avec Gérard Pattyn (1902-1940), notaire, dont quatre enfants ;
- Évrard Philippe (1911-1940), prêtre dominicain sous le nom en religion de père Réginald ;
- Henri Philippe (1912-2006), prêtre dominicain sous le nom en religion de père Marie-Dominique Philippe, fondateur de la Communauté Saint-Jean ;
- Pierre Philippe (1913-2002), ancien prêtre dominicain, marié avec Chantal Farnoux (née en 1939), dont un enfant ;
- Henriette Philippe (1915-2005), sœur bénédictine sous le nom en religion de mère Winfrida ;
- Jeanne Philippe (1920-1999), mariée avec Pierre Bour (1917-2003), psychiatre, dont quatre enfants ;
- François Philippe (1922-1944), militaire, Compagnon de la Libération.

Il fréquente les grandes familles d'industriels du Nord, qui constitueront une partie de sa future clientèle, dont Pierre Bonduelle (1902-1988), son cousin propriétaire des conserveries alimentaires de Renescure et maire de cette commune.
Dès l'enfance il dessine et peint, maîtrisant notamment l'aquarelle (technique qu'il utilisera toute sa vie).
Il entre au collège jésuite de Lille et y effectue sa scolarité. Probablement poussé par son père qui voulait en faire un ingénieur, il s'essaye ensuite deux fois à entrer à l'École centrale des arts et manufactures (ECAM) mais sans succès. En février 1924, il est reçu quatrième au concours d'entrée à l'École nationale supérieure des beaux-arts, ce qui lui permet d'étudier dans l’atelier d'Henri Deglane (un des concepteurs du Grand Palais à Paris) où il reçoit une formation à la fois classique et moderne de l'architecture. De 1927 à 1928, il effectue son service militaire à Dieppe.
Le 10 février 1931, il épouse Gabrielle de La Broüe de Vareilles-Sommières (1908-1964), veuve en premières noces de Jacques Prouvost (1903-1928) et dont la famille possède un château à Sommières-du-Clain. Le couple achète le château d’Ecou à Tilques que l'architecte va restaurer. La famille s’y installe en 1951 et ses cinq enfants y seront élevés.
Il meurt le 7 octobre 2000 dans son domicile au château d'Ecou à Tilques.

## Parcours professionnel
Joseph Philippe est diplômé en octobre 1930, mais travaillait déjà dans le cabinet du moine-architecte dom Bellot de l'abbaye Saint-Paul de Wisques, rénovateur de l'architecture religieuse ; et il l'assistera durant une décennie.
Collaborateur de dom Bellot qui est rentré des Pays-Bas en 1928 pour s'installer à Wisques où agrandit l'abbaye tout en étant une source d'argent pour son monastère grâce à ses revenus d'architecte. Dom Bellot joue avec la brique et a inventé l’architecture « oeufgivale » définie par des arcs en forme d’ellipse. Le moine-constructeur marque Joseph Philippe qui travaille alors aussi avec un autre architecte-dessinateur venu les assister : Charles Parenty.
La crise économique de 1929 est suivie d'un recul des commandes, ce qui incite dom Bellot à partir faire des conférences au Canada où il espère ainsi également trouver de nouveaux clients. C'est alors Joseph Philippe qui le remplace à la tête de l'atelier d'architecture de Wisques ; il travaille ainsi à l'abbaye de Solesmes, à dessiner le prieuré Sainte Bathilde de Vanves ainsi que l’église Saint-Joseph-des-Fins à Annecy et on lui passe commande d'une église à Annemasse.
En 1936, Joseph Philippe rachète le cabinet de Gustave Vandenbergue (architecte départemental adjoint, architecte ordinaire des Monuments historiques) qu'il réinstalle à Saint-Omer (au 17 rue Carnot en face du musée de l'hôtel Sandelin), il y prépare une dizaine de chantiers (villas à Willems, à Fleurbaix et aux environs de Saint-Omer, aménagement d'orphelinat à Bouvines avec construction d'une chapelle empreinte du style de son maître).
La Seconde Guerre mondiale sépare Joseph Philippe de dom Bellot. Joseph Philipe est en effet mobilisé comme capitaine d'infanterie de réserve puis il est fait prisonnier de guerre à la bataille de Retheuil dans l'Aisne le 11 juin 1940 et est envoyé dans un stalag de Poméranie. Il y met en place « une véritable annexe de l’Ecole des beaux-arts » où il prépare d'autres prisonniers au diplôme d'architecte.
Il ne sera libéré que le 17 avril 1945. Il participe alors avec ses élèves au concours d’études provinciales des architectes prisonniers de guerre lancé par le commissariat à la Reconstruction. Il soumet au concours (dans la section rurale) un plan de ferme en Flandre maritime qui lui vaut le troisième prix (10 000 francs).
De son côté dom Bellot était parti au Canada où il mourra d'un cancer à Montréal le 5 juillet 1944 sans avoir pu terminer deux de ses chantiers ; l'oratoire Saint-Joseph à Montréal et un monastère Saint-Benoît-du-Lac sur les rives du lac Memphrémagog. Les Canadiens responsables des deux chantiers de dom Bellot encore en cours au Canada demandent alors à Joseph Philippe d'en contrôler l’achèvement. Il poursuit cependant aussi la construction de l’abbaye de Wisques alors que les besoins de la reconstruction relancent le travail pour les architectes du nord de la France, à nouveau dévasté par la guerre jusqu'à la fin des années 1950.
Joseph Philippe contribue à la reconstruction d'environ 400 maisons de la ville détruites, mais travaille aussi à Arques, à Blendecques et à Renescure et aide à la restauration de fermes et bâtiments communaux (à Ardres, à Boisdinghem, à Febvin-Palfart, à Helfaut, à Pihem et à Wavrans-sur-l'Aa, etc.). Il dessine aussi l'hôpital de Saint-Omer, la clinique Stérin et l’agence locale de la Banque de France, et commence à travailler pour des industriels (Michel Beirnaert, des cartonneries de Gondardennes à Wizernes, la famille Bonduelle, propriétaire des conserveries de Renescure, ainsi que Jacques et Yves Durand de la Verrerie-cristallerie d'Arques).

## Logement social
Joseph Philippe doit contribuer à résoudre la crise du logement liée aux séquelles de guerre et au baby-boom et à répondre aux besoins des  patrons qui font venir de nombreux ouvriers de l'étranger.
Le 27 janvier 1951, Jacques Durand, président-directeur général de la cristallerie d’Arques, avec deux papetiers de Blendecques et de Wizernes (Pierre Avot et Michel Beirnaert) créent une Société coopérative d'habitations à loyer modéré du Pas-de-Calais Ouest « Chacun chez soi ». Alors que la Verrerie-cristallerie d'Arques ne cesse de grandir, jusqu’en 1970, Joseph Philippe construira pour cette société presque 1 000 maisons et pavillons, dans une vingtaine de lotissements, dispersés autour de Saint-Omer. Son travail intègre alors des questions d'urbanisme et de viabilité souvent organisées selon à la manière des row-houses (bandes et îlots de maisons ou pavillons jumelés associés à des bandes de jardins individuels). Les matériaux restent locaux et de qualité : murs et cloisons de briques et toits de la tuile ; planchers en corps creux ; radier, linteaux et corniches en béton, mais l'époque n'est pas encore à la prise en compte de l'environnement (certains de ces lotissements sont installés sur des milieux naturels précieux et vulnérables (landes acides à bruyères et ajoncs, localement humides du plateau d'Helfaut,)), sans études d'impact ni mesures compensatoires ou conservatoires.

## Églises reconstruites et chapelles
- Église de l'Immaculée-Conception, en brique rouge est construite dans le quartier du Nouveau-Monde à Hazebrouck (bénie le 8 décembre 1959 par le cardinal Liénart).
- Église d'Enguinegatte (études à partir de 1957 puis réalisation de 1960 à 1962).
- Église de Landrethun-le-Nord (études à partir de 1954 puis réalisation de 1958 à 1961).

Il contribue aussi à dessiner une dizaine de petites chapelles votives financées par les habitants de 1947 à 1948 dont : 
- Chapelle Notre-Dame-de-la-Garde à Zudausques, édicule de brique en rotonde.
- Chapelle Notre-Dame-de-la-Miséricorde à Bouvelinghem, en parpaing, sur base d'un polygone à sept côtés sous une couverture octogonale.
- Chapelle Notre-Dame-de-la-Garde à Leulinghem, inspirée de formes plus fréquentes dans l'Avesnois et le Cambrésis ; en pilier circulaire, en brique, percé d'une niche.

Avec l'âge Joseph Philippe penche pour des lignes de plus en plus épurées qui évoquent Auguste Perret. Ces trois constructions ont été redessinées plusieurs fois sur demandes de la commission d’art sacré et des architectes conseil du ministère de la Reconstruction (Paul Koch et André Le Donné qui souhaitaient des monuments plus modernes et innovants dans leurs formes) mais Joseph Philippe défend son style en se revendiquant le dom-bellotisme de « l'école de dom Bellot ».

## Autres architectures religieuses
- Couvent des sœurs marianites de Sainte-Croix (Le Mans)[1].
- Monastère des dominicaines (Bouvines)[1].
- Monastère du Cœur Immaculée de Marie (Keur Moussa)[1].
- Monastère de Saint-Jean-de-Braye (Loiret)[1].
- Église du quartier de la Valeur (Longuenesse)[1].

## Architectures publiques
- Ruines du château de Philippe de Commynes, transformé en mairie à Renescure (de 1967 à 1980).
- Institut agricole et horticole de Genech.
- Mairie de Saint-Martin-au-Laërt.

## Restauration de grandes demeures
- Petit-Château de Wisques (pour l’industriel Michel Beirnaert ; de 1966 à 1980).
- Château de la Morande à Roquetoire (avec suppression d'un étage surajouté sans toucher à la toiture qui sera descendue sur des vérins hydrauliques, en 1973).

## Archives
Les papiers et archives de l'architecte ont été léguées en 2001 par sa famille aux archives départementales du Pas-de-Calais. Ce fonds (63 mètres linéaires de dossiers, et 1,5 m3 de plans à plat et en rouleaux) a été trié, classé et répertorié en 2004-2006 (coté 85 J 1-228)
Une exposition lui a été consacrée par les archives départementales, ainsi qu'un document présentant la vie et l’œuvre de l'architecte.

## Décorations

### Décoration étrangère
- Commandeur de l'ordre de Saint-Grégoire-le-Grand (19 octobre 1996)